# 索普斯蒂克 (喬治亞州)
索普斯蒂克（英語：Soapstick）是位於美國喬治亞州戈登縣的一個非建制地區。該地的面積和人口皆未知。

## 地理
索普斯蒂克的座標為34°36′N 84°54′W / 34.6°N 84.9°W，而該地的平均海拔高度為205米（即674英尺）。